# Blavignac
Blavignac – miejscowość i gmina we Francji, w regionie Oksytania, w departamencie Lozère. W 2013 roku populacja gminy wynosiła 300 mieszkańców. Przez gminę przepływa rzeka Truyère. 